# Soufian El Hassnaoui
Soufian El Hassnaoui (Ede, 28 oktober 1989) is een Nederlands-Marokkaans  voormalig voetballer die als aanvaller speelde.

## Clubcarrière
Hij debuteerde in het seizoen 2009/10 bij De Graafschap. Na zijn debuut in het eerste elftal van de Graafschap was El Hassnaoui onmisbaar in het team, en kreeg hij bijna elke wedstrijd speelminuten. In november kreeg de aanvaller een blessure en stond enkele weken aan de kant. In het seizoen 2013/14 kwam El Hassnaoui uit voor Sparta.
El Hassnaoui debuteerde op 13 september 2014 voor Hearts FC in de uitwedstrijd tegen Dumbarton FC. De wedstrijd werd met 0-0 gelijkgespeeld. Hij won met de club het Scottish Championship 2014/15. In 2017 speelde hij een half jaar voor Ittihad Tanger maar vond daarna geen club meer.
In april 2020 werd duidelijk dat El Hassnaoui in de zomer van 2020 terugkeert De Graafschap. Hij tekent een contract dat hem tot medio 2021 aan “de Superboeren” verbindt.

## Clubstatistieken
| seizoen | club                   | land      | competitie     | duels | goals |
| ------- | ---------------------- | --------- | -------------- | ----- | ----- |
| 2009/10 | De Graafschap          | Nederland | Eerste divisie | 23    | 5     |
| 2010/11 | De Graafschap          | Nederland | Eredivisie     | 4     | 0     |
| 2011/12 | De Graafschap          | Nederland | Eredivisie     | 33    | 8     |
| 2012/13 | De Graafschap          | Nederland | Jupiler League | 26    | 6     |
| 2013/14 | Sparta                 | Nederland | Jupiler League | 23    | 3     |
| 2014/15 | Heart of Midlothian FC | Schotland | Championship   | 18    | 4     |

## Interlandcarrière
El Hassnaoui nam met het Marokkaans olympisch voetbalelftal onder leiding van de Nederlandse bondscoach Pim Verbeek deel aan de Olympische Spelen van 2012 in Londen.